# Aeroportul Regional Illinois Valley
Aeroportul Regional Illinois Valley (IATA: VYS, ICAO: KVYS, FAA LID: VYS) este un aeroport din Illinois, Statele Unite ale Americii ce deservește zona Peru⁠(d). Aeroportul a fost tranzitat în 2019 de 12 pasageri.
Situat la o altitudine de 199 m, aeroportul dispune de 2 piste.

## Infrastructură

### Piste
Aeroportul dispune de 2 piste. Pista 07/25 are suprafața de asfalt și dimensiunile 3.999 picioare × 75 picioare. Pista 18/36 are suprafața de asfalt și dimensiunile 5.999 picioare × 100 picioare. 